# Memphis moruus
Espèce
Memphis moruus est une espèce d'insectes lépidoptères (papillons) de la famille des Nymphalidae, de la sous-famille des Charaxinae et du genre Memphis.

## Dénomination
Memphis moruus a été décrit par Johan Christian Fabricius en 1775 sous le nom initial de Papilio moruus.

### Noms vernaculaires
Memphis moruus se nomme Papillon Feuille moruus en français, Moruus Leafwing ou Boisduval's Leafwing en anglais,,.

### Sous-espèces
- Memphis moruus moruus; présent au Brésil et en Guyane.
- Memphis moruus boisduvali (Comstock, 1961); présent au Mexique, au Guatemala et à Panama.
- Memphis moruus leonila (Comstock, 1961);  présent en Équateur
- Memphis moruus morpheus (Staudinger, [1886]); présent au Brésil.
- Memphis moruus phila (Druce, 1877);  présent en Colombie et en Équateur
- Memphis moruus stheno (Prittwitz, 1865); présent au Brésil[1].

## Description
Memphis moruus est un papillon aux ailes antérieures à apex pointu et bord externe concave et aux ailes postérieures munies d'une queue. Le dessus est bleu métallisé avec une partie basale plus claire et une partie distale plus sombre bleu marine à marron.
Le revers est marron clair et simule une feuille morte.

## Biologie

### Plantes hôtes
Les plantes hôtes de sa chenille sont des Nectandra (Lauraceae) pour Memphis moruus boisduvali.

## Écologie et distribution
Memphis moruus est présent au Mexique, au Guatemala, au Costa Rica, à Panama, en Colombie, en Équateur, au Pérou, au Brésil et en Guyane,,.

### Biotope
Memphis moruus réside dans les divers types de forêt humide.

### Protection
Pas de statut de protection particulier.